# 朗波倫灣
69°26′S 39°35′E / 69.433°S 39.583°E
朗波倫灣，是南極洲的海灣，位於毛德皇后地的哈拉爾王子海岸，處於斯卡夫斯內斯半島西北部的呂佐夫-霍爾姆灣東部，根據挪威探險隊拍攝的空中照片繪入地圖，現時由南極條約體系管理。

## 外部連結
- . . United States Geological Survey.   [2013-05-29].
- 本条目引用的公有领域材料来自美国地质调查局的文档《朗波倫灣》 （資料來自地名信息系统）。